# 森永太平
森永 太平（もりなが たへい、1900年3月25日 - 1983年3月6日）は、日本の実業家。第3代森永製菓社長。 
父は森永製菓創業者森永太一郎。子に森永剛太（森永製菓会長）、娘婿に松崎昭雄（森永製菓社長）、山崎誠三（辰巳倉庫社長、山崎種二の息子）ら。外孫娘の昭恵は政治家安倍晋三に嫁いだ。

## 略歴
- 1900年3月25日 - 出生
- 1919年 - 東京府立一中卒業。同期に牧野茂、杉本栄一、富永太郎、堀内寿郎、河上徹太郎、浅野晃、飯島正ら。
- 1924年 - 明治大学商学部卒業、森永製菓株式会社に入社
- 1940年 - 森永製菓取締役
- 1949年 - 森永製菓代表取締役社長（1979年から同社会長）
- 1955年 - 森永醸造取締役会長
- 1957年 - 森永商事取締役会長。日本相撲協会運営審議委員会委員[2]
- 1959年 - 森永キャンデーストア取締役会長
- 1960年 - 森永乳業取締役会長。藍綬褒章受章[3]。
- 1964年 - 日本広告主協会長
- 1983年3月6日 - 死去、享年82